# Mistrzostwa Europy w Podnoszeniu Ciężarów 1901
Mistrzostwa Europy w Podnoszeniu Ciężarów 1901 – 5. edycja mistrzostw europy w podnoszeniu ciężarów, która odbyła się 24 lipca 1901 w Rotterdamie (Holandia ). Startował tylko 1 mężczyzna w 1 kategorii wagowej.

## Medaliści
| Kategoria: | Złoto:            | Srebro: | Brąz: |
| + 82,5 kg  | Josef Ziegelmeier | –       | –     |

## Klasyfikacja medalowa
| Miejsce | Reprezentacja        | Złoto | Srebro | Brąz | Razem |
| 1.      | Cesarstwo Niemieckie | 1     | 0      | 0    | 1     |